# Masters 1971
La 2 edición de la Tennis Masters Cup se realizó del 4 de diciembre al 12 de diciembre del 1971 en París, Francia.

## Individuales

### Clasificados
- Cliff Richey
- Ilie Năstase
- Pierre Barthes
- Stan Smith
- Jan Kodeš
- Željko Franulović
- Clark Graebner

|                   | Năstase       | Richey        | Barthes       | Kodeš         | Smith         | Franulović    | Graebner      |
| Ilie Năstase      |               | 5–7, 6–4, 8–6 | w/o           | 5–7, 6–2, 6–2 | 5–7, 7–6, 6–3 | 3–6, 6–1, 6–2 | 6–3, 6–2      |
| Cliff Richey      | 7–5, 4–6, 6–8 |               | 6–3, 6–3      | 6–2, 3–6, 6–3 | 6–4, 2–6, 7–9 | 6–4, 6–3      | 7–6, 4–6, 3–6 |
| Pierre Barthes    | w/o           | 3–6, 3–6      |               | 6–3, 6–4      | 4–6, 7–6, 3–6 | 7–5, 4–6, 6–3 | 6–1, 7–6      |
| Jan Kodeš         | 7–5, 2–6, 2–6 | 2–6, 6–3, 3–6 | 3–6, 4–6      |               | 6–4, 3–6, 6–4 | 6–4, 2–6, 7–5 | 7–6, 6–4      |
| Stan Smith        | 7–5, 6–7, 3–6 | 4–6, 6–2, 9–7 | 6–4, 6–7, 6–3 | 4–6, 6–3, 4–6 |               | 6–4, 6–4      | 3–6, 7–5, 6–3 |
| Željko Franulović | 6–3, 1–6, 2–6 | 4–6, 3–6      | 5–7, 6–4, 3–6 | 4–6, 6–2, 5–7 | 4–6, 4–6      |               | 6–4, 7–6      |
| Clark Graebner    | 3–6, 2–6      | 6–7, 6–4, 6–3 | 1–6, 6–7      | 6–7, 4–6      | 6–3, 5–7, 3–6 | 4–6, 6–7      |               |

### Resultados
| Jugador           | RR W-L | Sets W-L | Juegos W-L | Posición |
| ----------------- | ------ | -------- | ---------- | -------- |
| Ilie Năstase      | 6–0    | 10–4     | 81–58      | 1        |
| Stan Smith        | 4–2    | 10–6     | 95–84      | 2        |
| Cliff Richey      | 3–3    | 9–7      | 85–80      | 3        |
| Jan Kodeš         | 3–3    | 8–8      | 72–83      | 4        |
| Pierre Barthes    | 3–3    | 6–5      | 62–59      | 5        |
| Željko Franulović | 1–5    | 5–10     | 63–81      | 6        |
| Clark Graebner    | 1–5    | 3–11     | 65–81      | 7        |

| Predecesor: 1970 | ATP World Tour Finals 1971 | Sucesor: 1972 |

- Datos: Q1758601